# 道の駅しんよしとみ
道の駅しんよしとみ（みちのえき しんよしとみ）は、福岡県築上郡上毛町大字大ノ瀬にある国道10号の道の駅である。

## 概要
2001年（平成13年）に開駅した。国道10号豊前バイパス（北大道路）および重複路線である福岡県道1号豊前万田線沿いにあって立地条件が良く、大型自動車の駐車も可能であるため、特に休日には利用客が多い。
主に地元の特産品などを販売している。隣には奈良時代の大ノ瀬官衙遺跡があり、官衙遺跡と一体となっている珍しいタイプの道の駅である。

## 施設
- 駐車場
  - 普通車：65台
  - 大型車：11台
  - 身障者用駐車場：4台
- トイレ
  - 男：大・小12
  - 女：11
  - 身障者用：1
- 公衆電話
- 公衆FAX
- 情報・観光案内コーナー
- 物産館（売店）
- 交流工芸館
- フードテラス（喫茶・軽食）（10:00 - 18:00）
- 大ノ瀬遺跡公園

### 管理団体
- 上毛町

## 休館日
- 12月31日 - 1月1日

## アクセス
- 国道10号（北大道路、豊前バイパス）
- 福岡県道1号豊前万田線

## 周辺
- 大ノ瀬官衙遺跡
- 牛頭天王公園
- E10 東九州自動車道 : (7) 豊前IC - (7-1) 上毛PA/SIC